# Konvention von Kandy

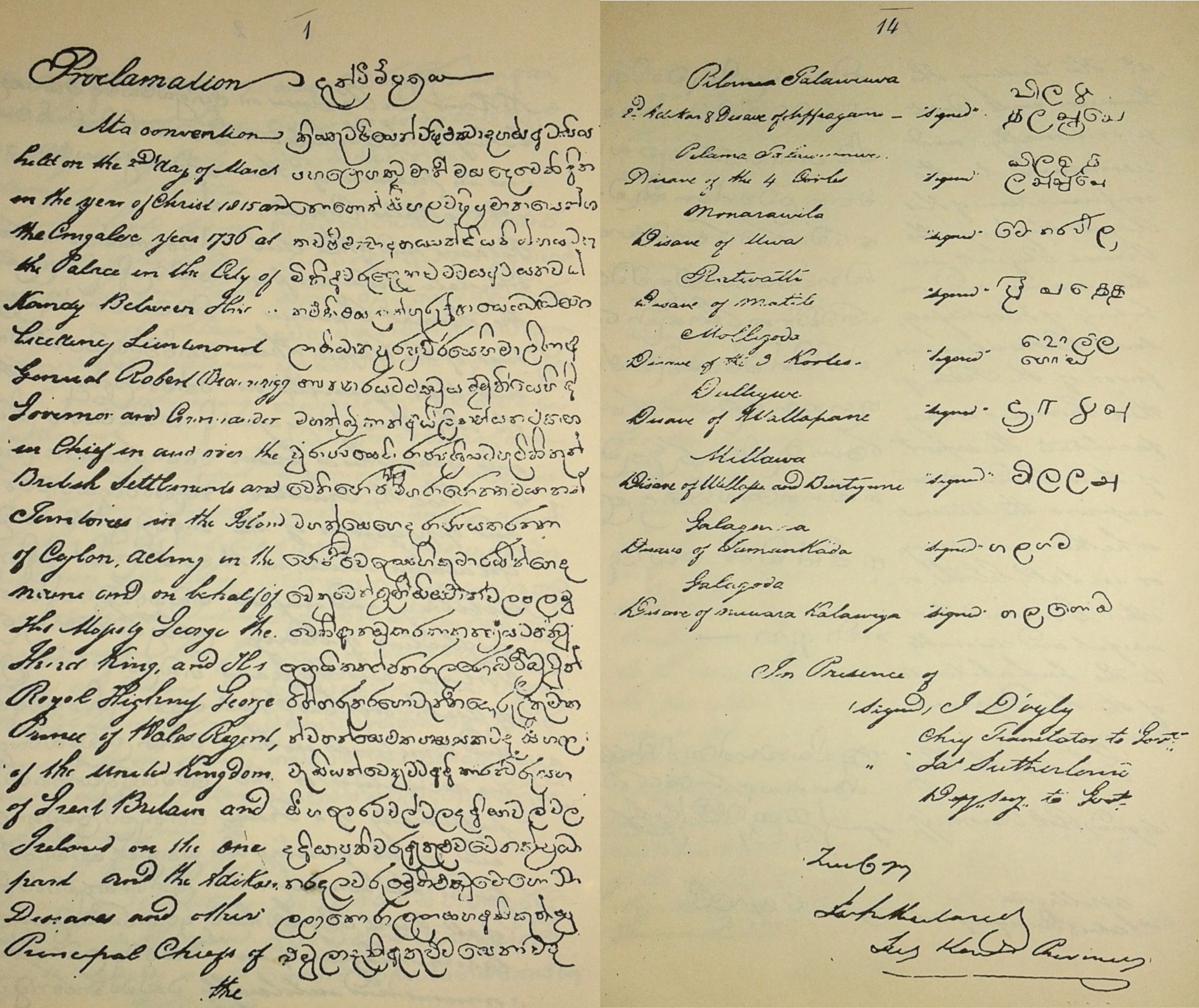
Erste und letzte Seite des Vertragswerkes.

Die Konvention von Kandy (englisch Kandyan Convention, singhalesisch උඩරට ගිවිසුම Udarata Giwisuma) war eine Übereinkunft, die am 10. März 1815 zwischen dem Britischen Weltreich und hochrangigen Würdenträgern des Königreichs Kandy zur Absetzung des Königs Sri Vikrama Rajasinha und Abtretung des Königreichs an die britische Herrschaft.

## Hintergrund
In Sri Lanka wurden damals heftige Konflikte um die Vorherrschaft ausgetragen. Der König, ein Mitglied der Nayaks von Kandy (Kandyan Nayak Dynasty, Sinhala: මහනුවර නායක්කාරවරු, Tamil கண்டி நாயக்கர், mit süd-indischer Herkunft) stand einer mächtigen Opposition aus singhalesischen Würdenträgern gegenüber, die seine Macht einschränken wollten. Nach einem erfolgreichen Staatsstreich durch die Häuptlinge wurde der König abgesetzt, gefangen genommen, in Vellore festgesetzt und damit endete die 2358 Jahre währende selbstbestimmte Herrschaft auf der Insel. Der Vertrag ist insofern einzigartig, als er nicht vom Monarchen unterzeichnet wurde, sondern von Mitgliedern seines Hofes und anderen Würdenträgern des Königreiches. Mithin entstand die Kolonie Britisch-Ceylon.
Die Konvention erlangte eine gewisse negative Berühmtheit, als nach späteren Quellen, der buddhistische Bhikkhu Wariyapola Sri Sumangala einen Union Jack, der von den Briten aufgepflanzt worden war, in seine Gewalt brachte und darauf herumtrampelte und forderte, dass die Flagge von Kandy wenigstens so lange aufgezogen bleiben sollte, bis der Vertrag unterzeichnet war.
Die Authentizität der Unterschriften der einheimischen Würdenträger wurde in neuerer Zeit in Zweifel gezogen.

## Unterzeichner
Briten
- Robert Brownrigg –  Gouverneur von Ceylon
- John D’Oyly – Chief Translator Übersetzer der Regierung
- Jas. Surtherland – Deputy Secretary

Kandyer
- Ehelepola Nilame
- Molligoda sr. – Maha Adigar & Dissawa von Sath Korles
- Pilima Talawuwe sr. alias Kapuwatte – 2nd Adigar & Dissawa von Sabaragamuwa
- Pilima Talawuwe jr. – Dissawa von Hathra Korles
- Monarawila – Dissawa von Uva
- Ratwatte – Dissawa von Matale
- Molligoda jr. – Dissawa von Thun Korles
- Dullewe – Dissawa von Walapane
- Millewe – Dissawa von Wellassa & Binthenna
- Galagama – Dissawa von Tamankaduwa
- Galagoda – Dissawa von Nuwara Kalawiya

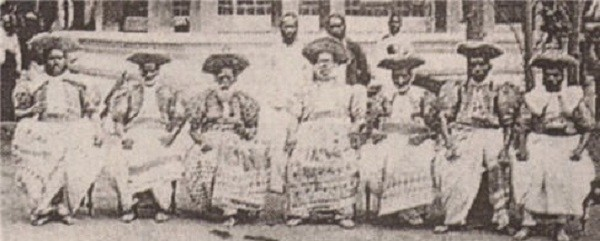
Die Verhandlungspartner von Kandy.

## Hauptpunkte
1. 'Sri Wickrema Rajasinha', der 'Malabari'-König, [muss] allen Ansprüchen auf den Thron von Kandy entsagen.
2. Der König wird als gefallen und abgesetzt erklärt und der Erbanspruch seiner Dynastie aufgehoben und ausgelöscht.
3. Alle seine männlichen Verwandten werden von der Insel verbannt.
4. Die Dominion wird in die Hoheit des British Empire überführt, was durch die Colonial Governors ausgeführt wird, mit Ausnahme der Adikarams, Disavas, Mohottalas, Korales, Vidanes und anderer untergeordneten Offizieren (Beamten), womit ihre Rechte, Privilegien und die Macht innerhalb ihres jeweiligen Ranges erhalten wird.
5. Die Religion des Buddhismus wird als unverletzlich erklärt und ihre Rechte werden erhalten und geschützt.
6. Alle Formen der körperlichen Folter und Verstümmelungen werden abgeschafft.
7. Der Gouverneur allein kann eine Person zum Tode und allen Leiblichen Strafen verurteilen, die in Anwesenheit von accreditierten Agenten der Regierung ausgeführt werden muss.
8. Alle zivile und bürgerliche Rechtsprechung über Menschen von Kandy soll nach den etablierten Normen und den Bräuchen des Landes angewendet werden, die Regierung behält sich selbst das Recht vor zu entscheiden, wann dies notwendig ist.
9. Andere Posten, die nicht mit Kandy in Verbindung stehen bleibt [privilegiert wie zuvor] entsprechend dem British Law (Britischer Rechtsprechung).
10. Die Proklamation über die Annexion der Drei und Vier Korales und von Sabaragamuwa wird zurückgenommen.
11. Die Abgaben und Steuern werden für den König von England sowie für die Unterhaltung der internen Einrichtungen der Insel eingesammelt.
12. Der Gouverneur allein kann Handel und Kommerz erlauben.

## Dokument
Das Original des Vertrags Government of Sri Lanka (enthält Originalkopien der Konvention).

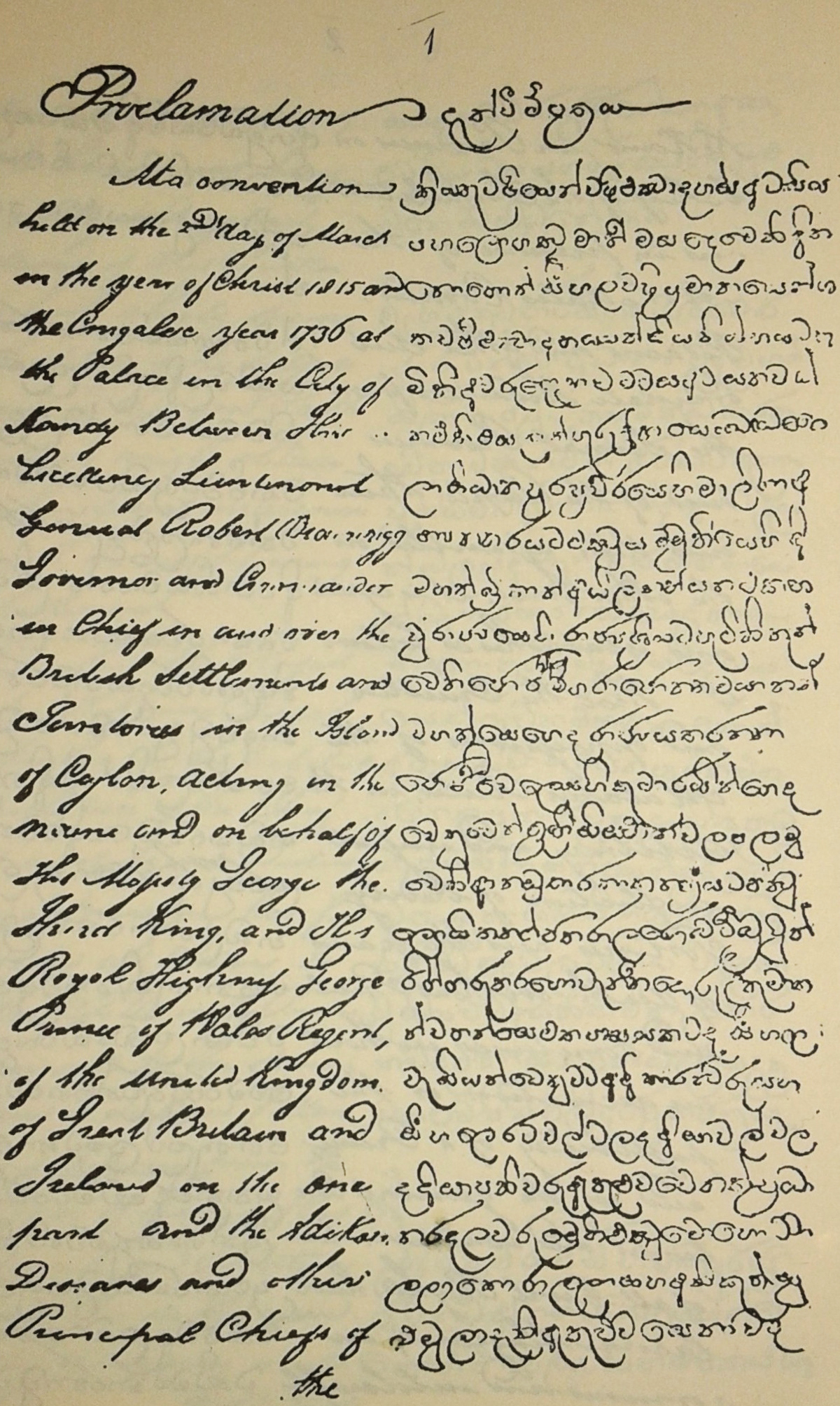
Seite 1
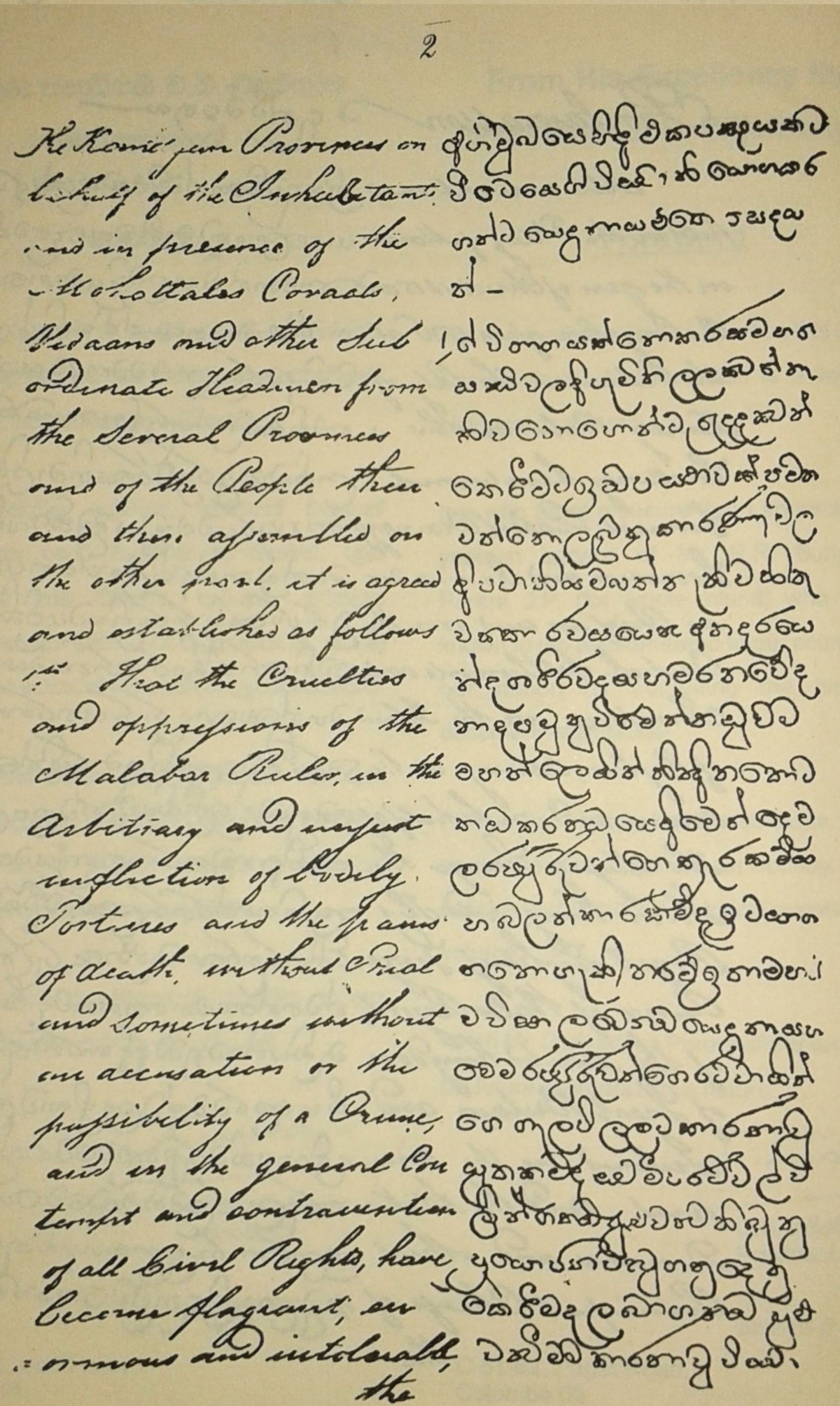
Seite 2
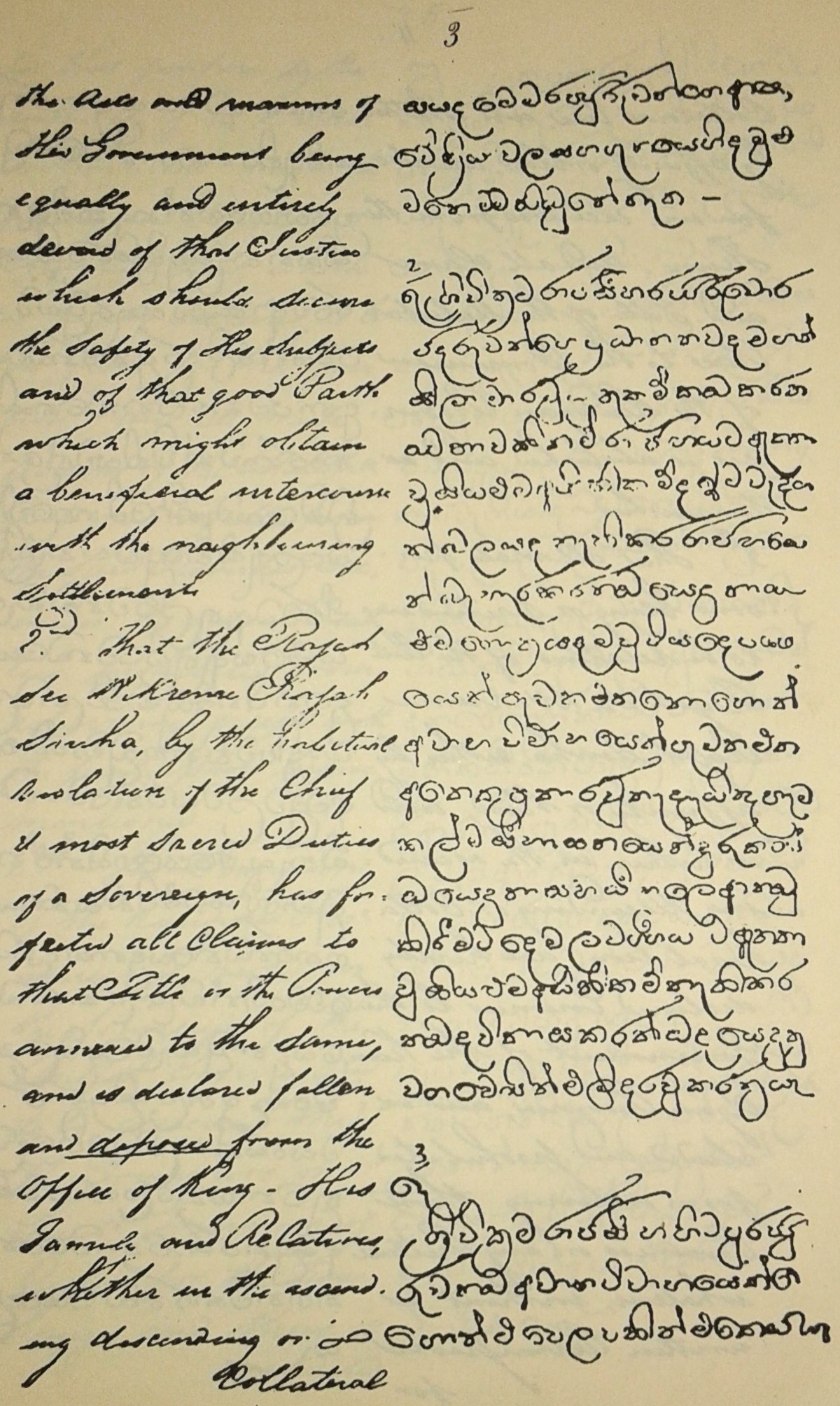
Seite 3
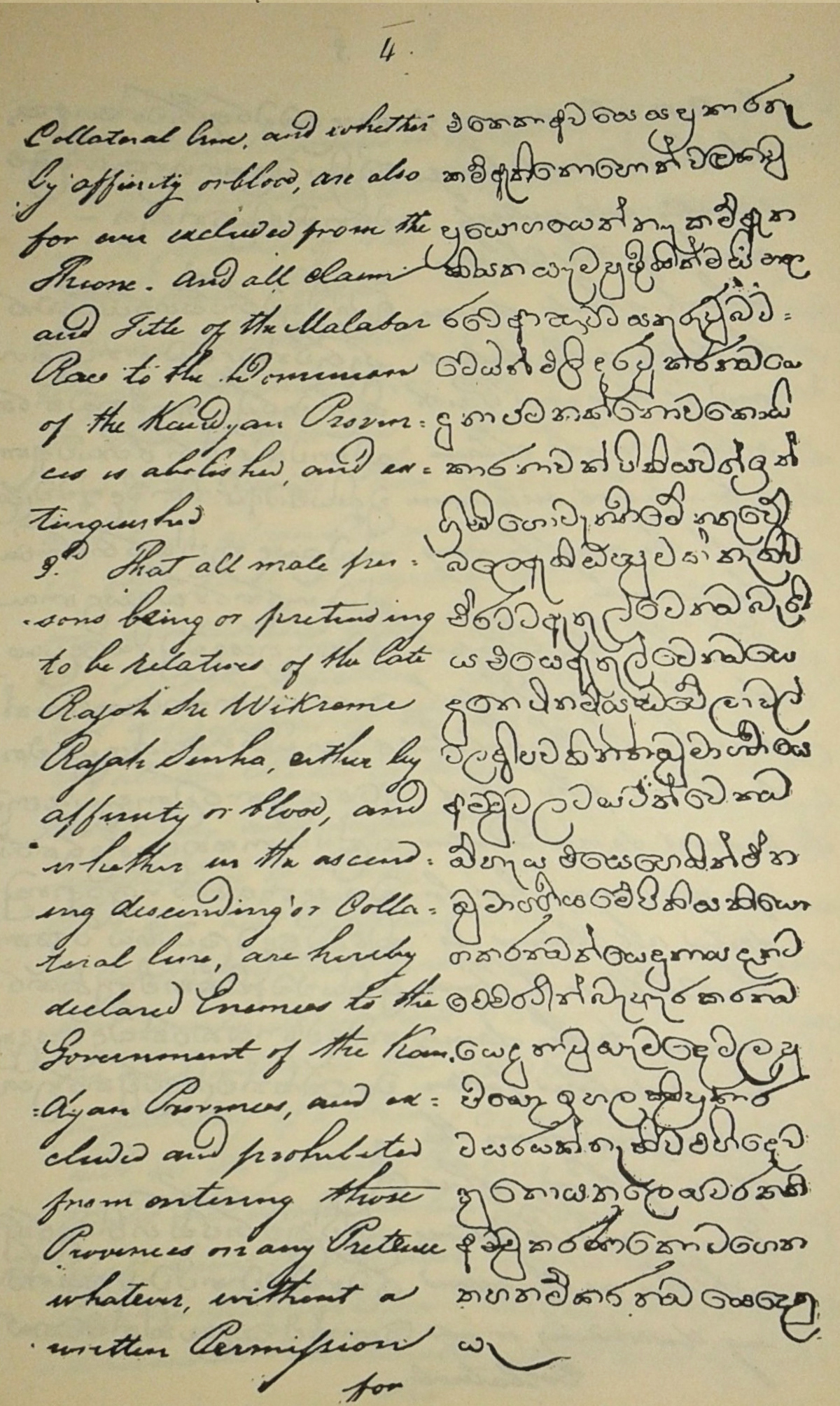
Seite 4
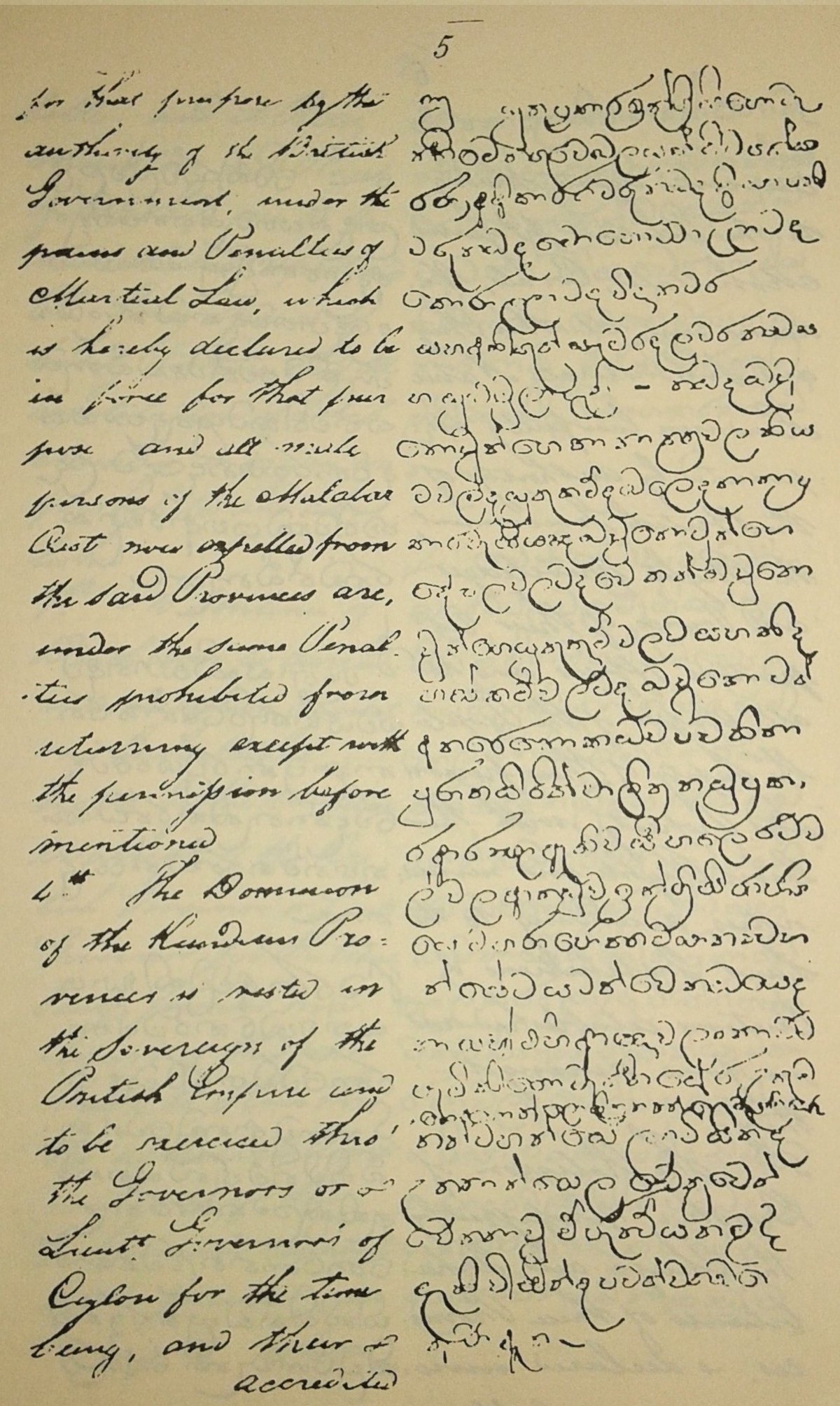
Seite 5
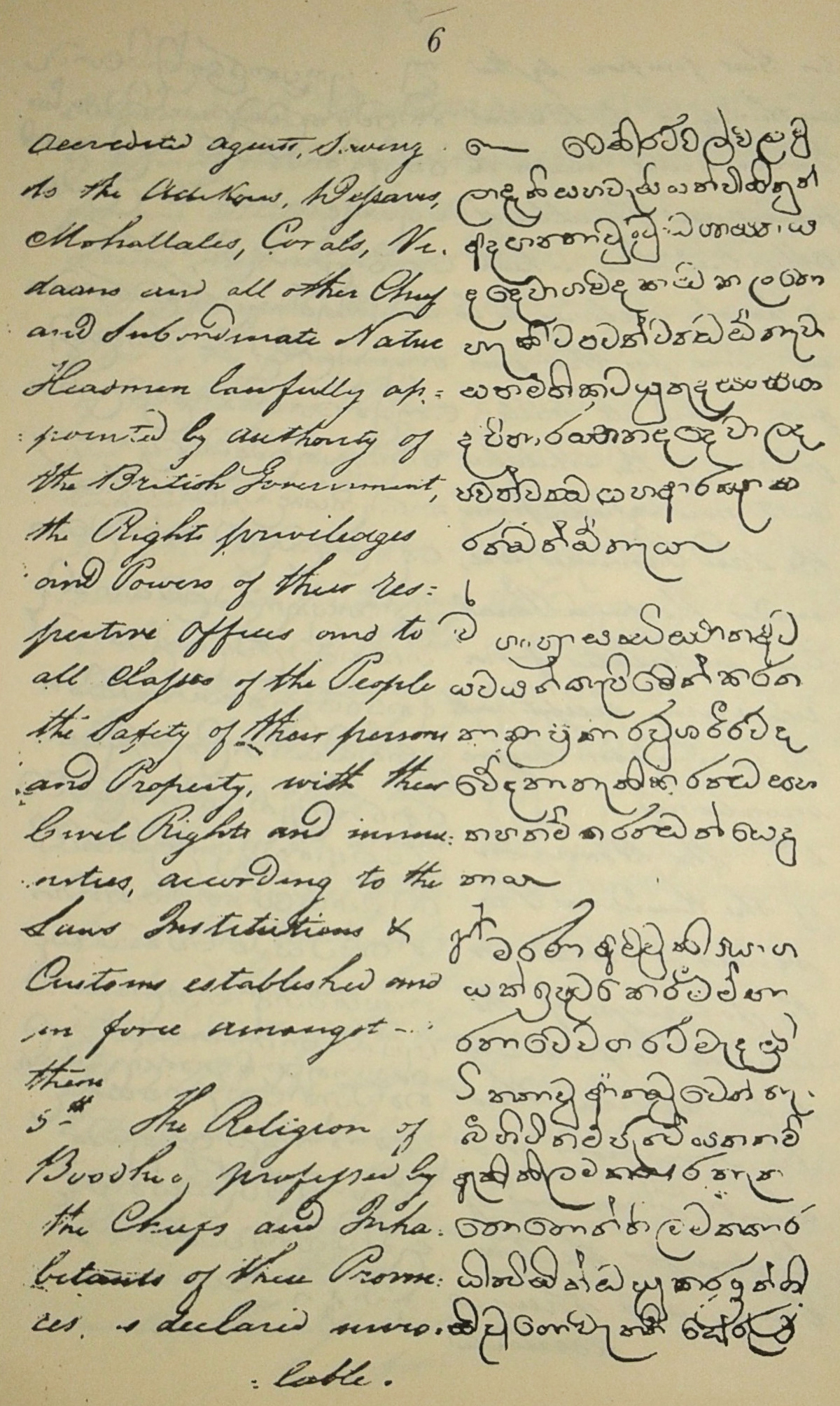
Seite 6
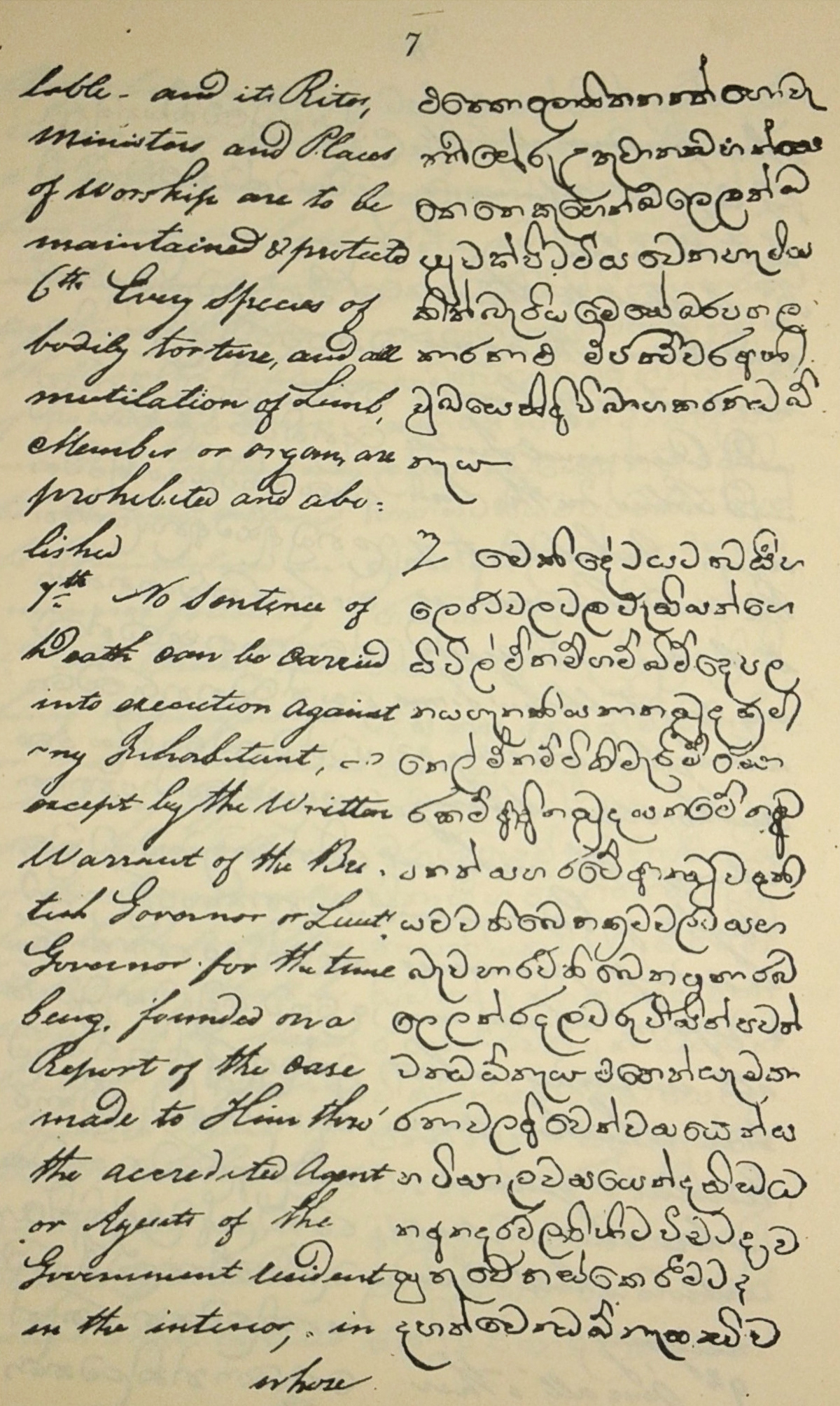
Seite 7
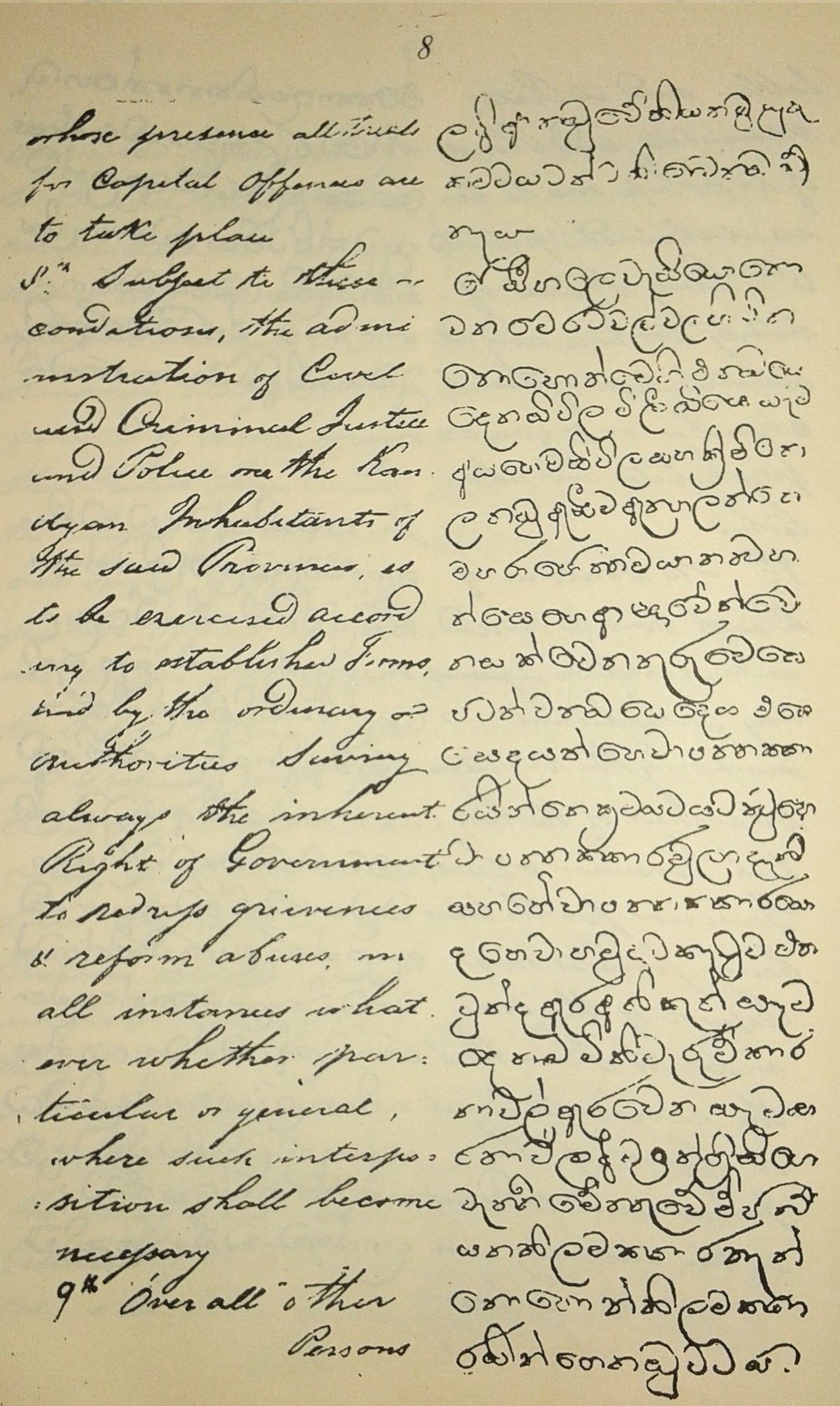
Seite 8
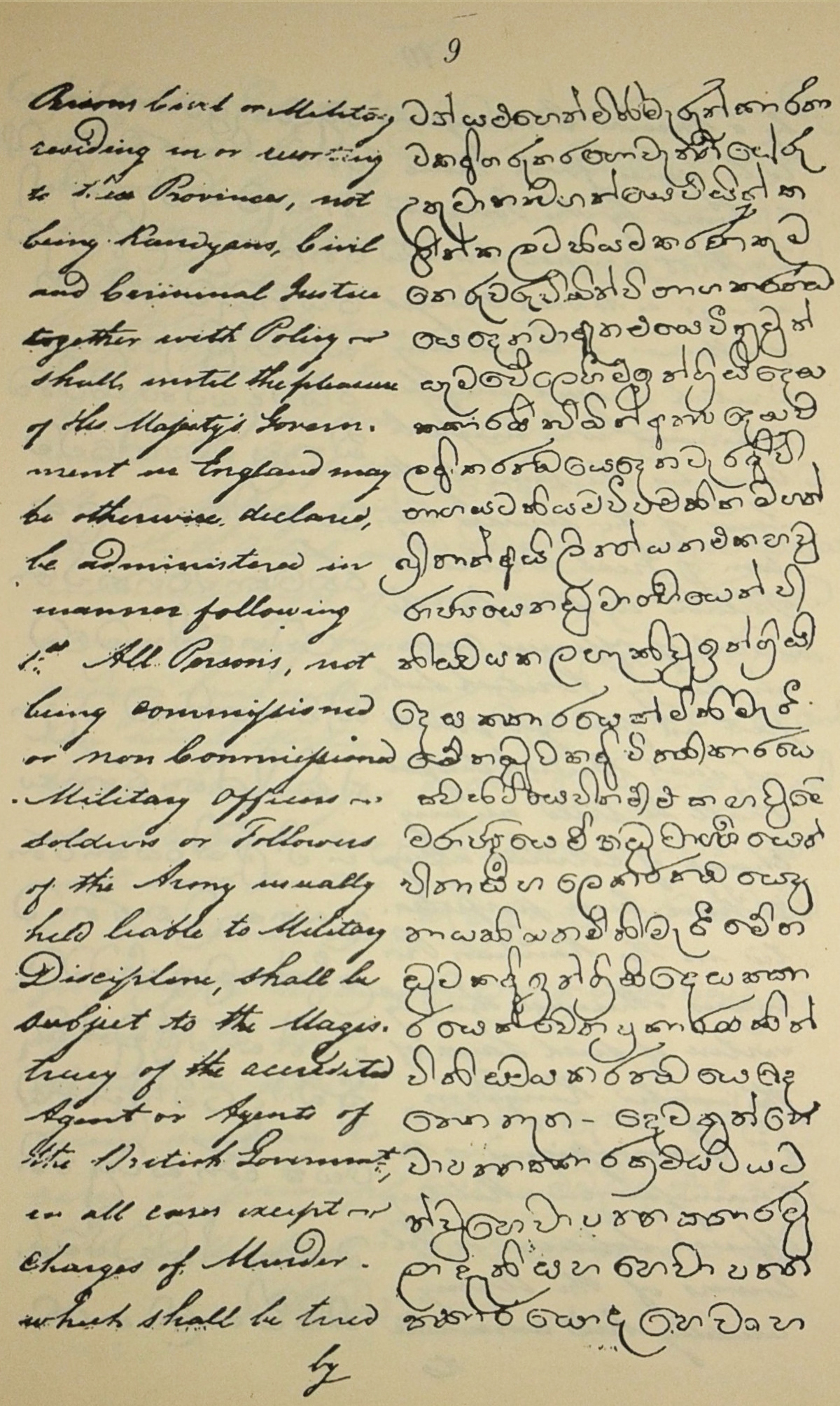
Seite 9
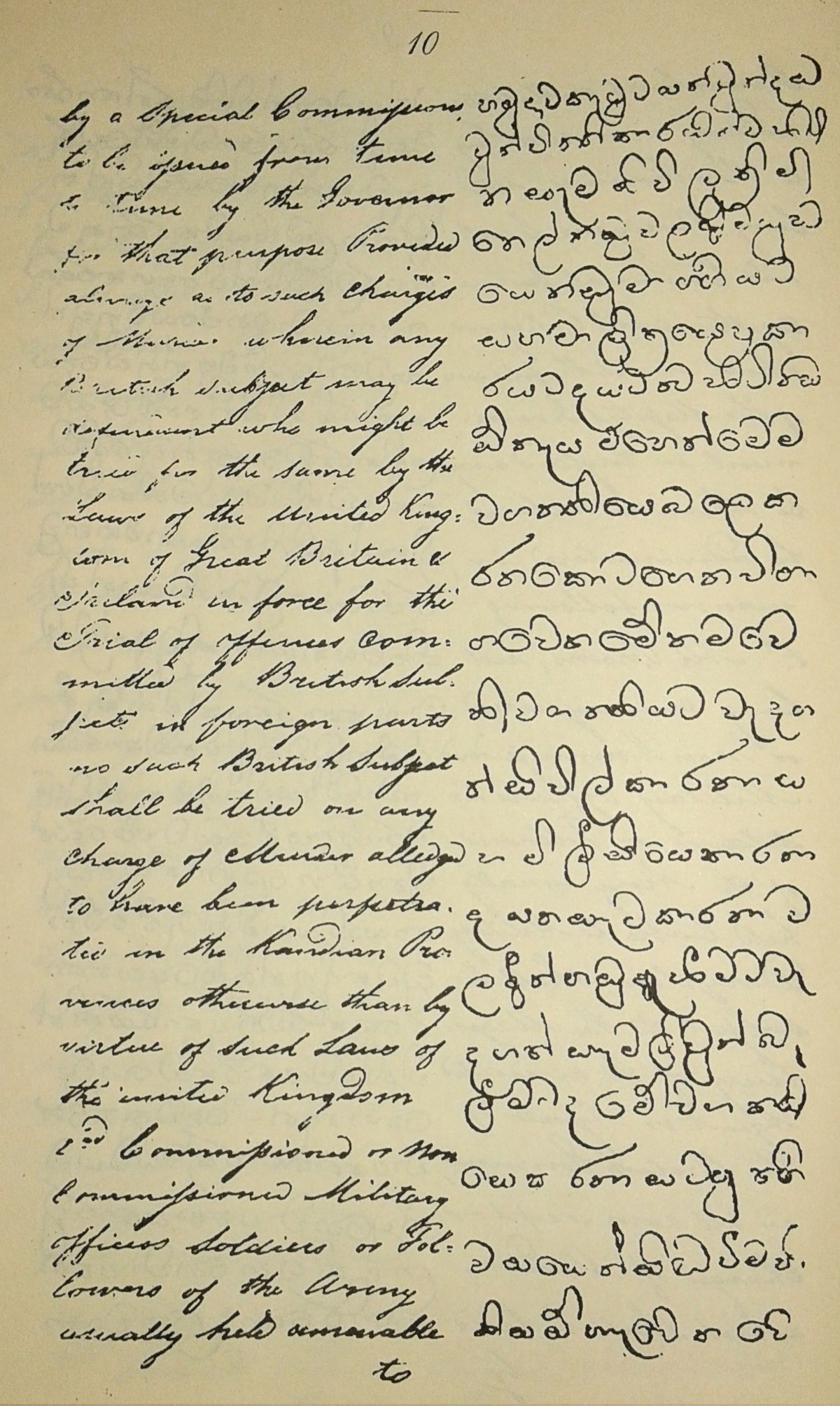
Seite 10
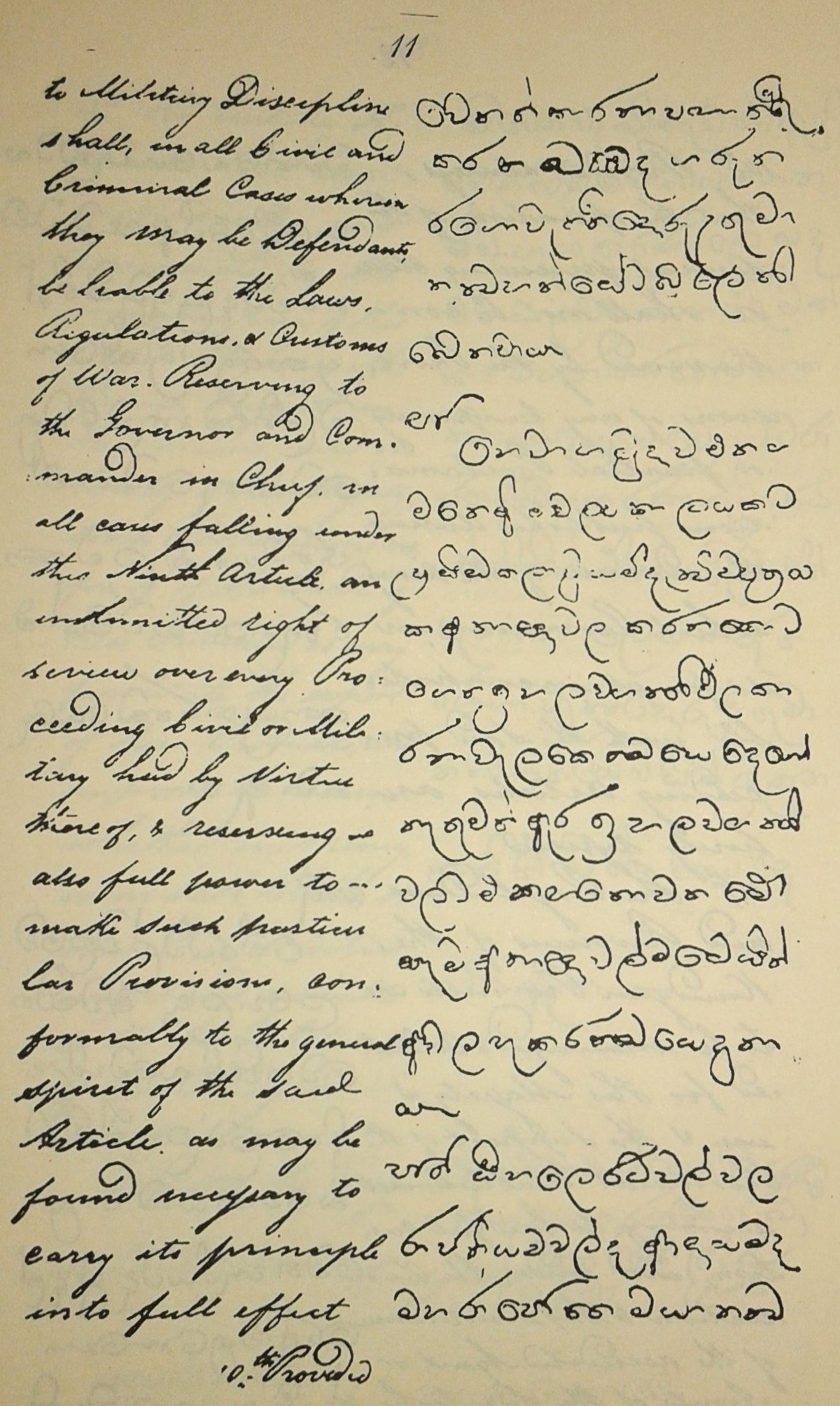
Seite 11
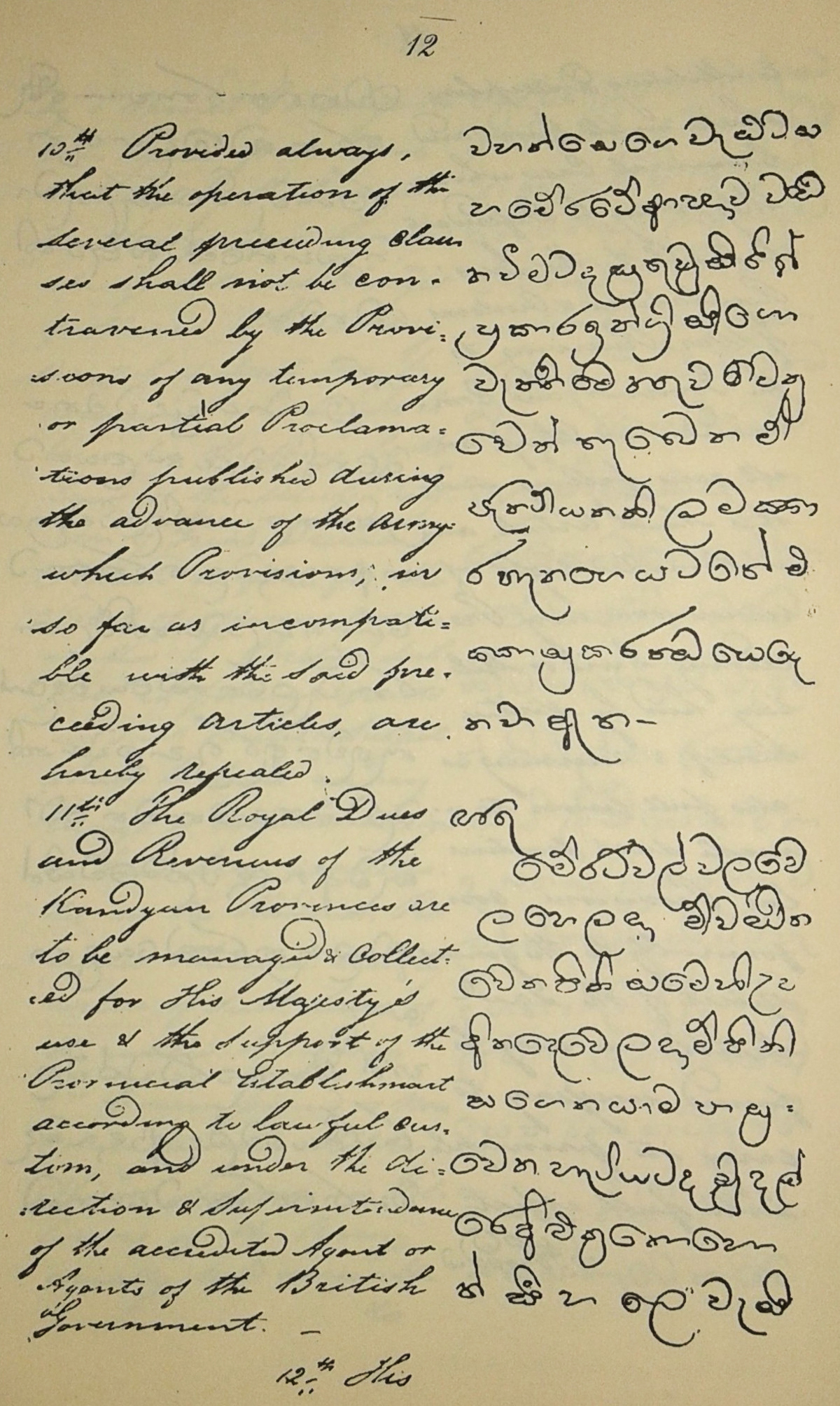
Seite 12
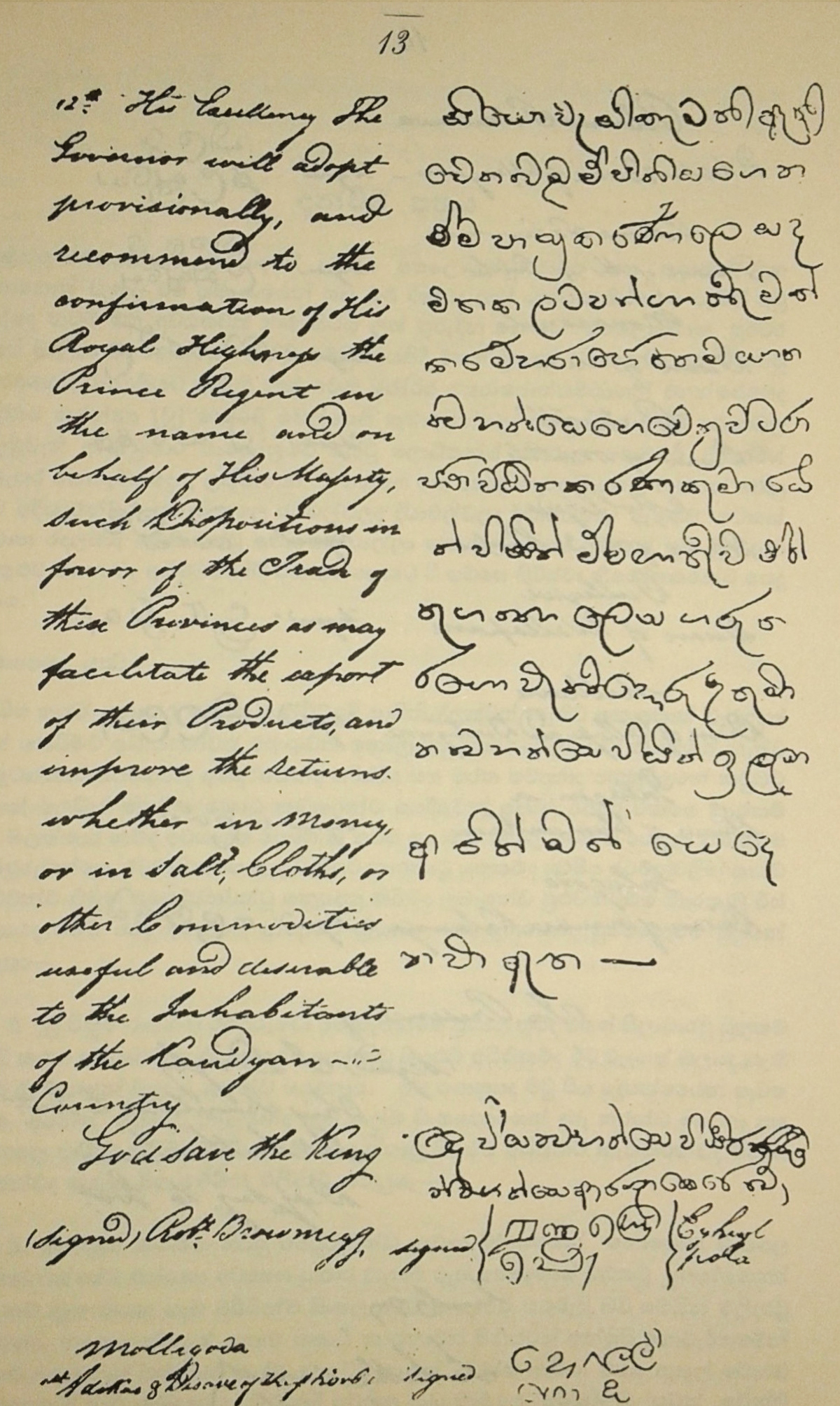
Seite 13
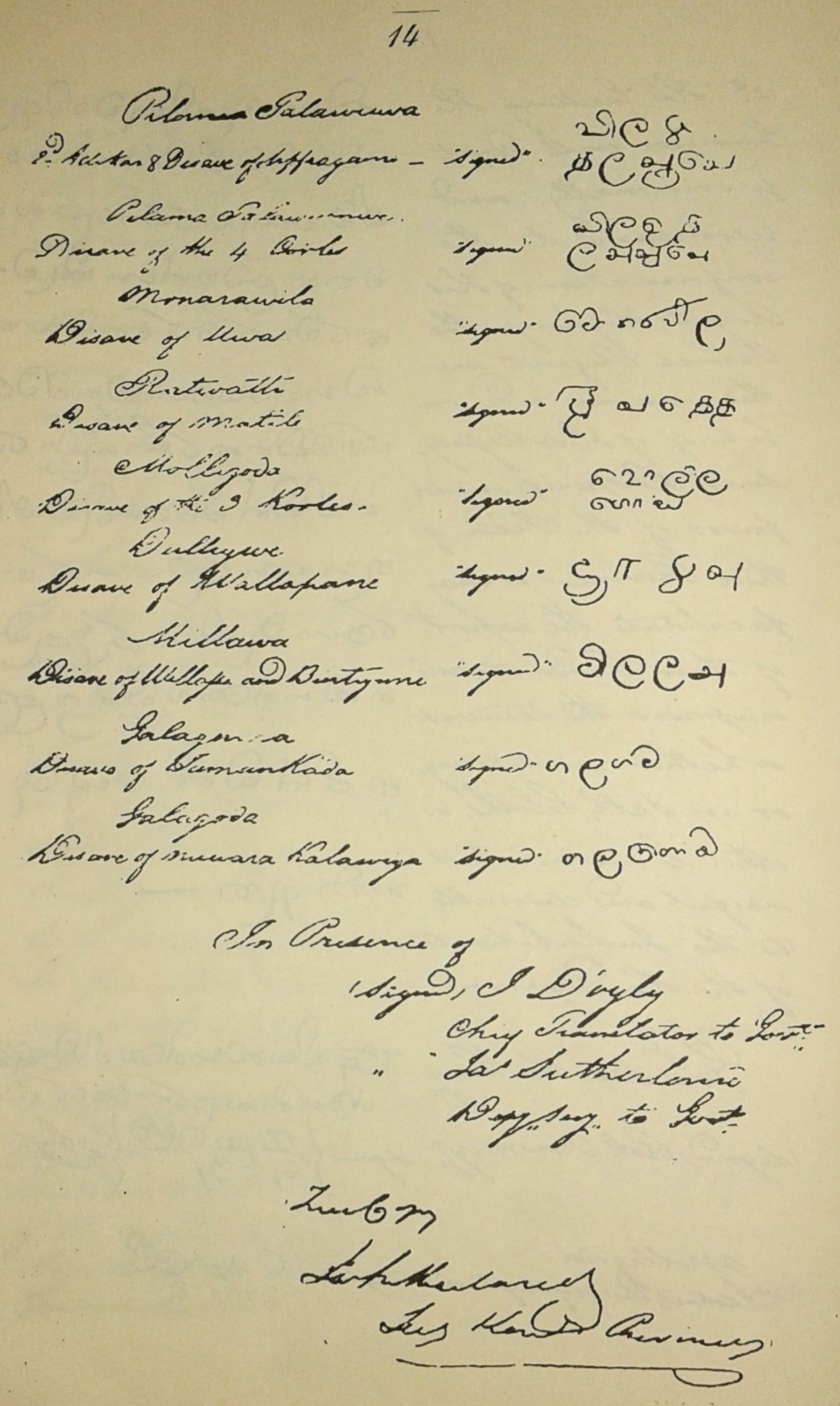
Seite 14